# Theodor Sallrot
Theodor Julius Sallrot, även kallad Johannishusmördaren, född 12 april 1879 i Fjälkinge, död 5 juli 1900 (avrättad) i Karlskrona var en svensk stationsskrivare och dömd mördare. Han avrättades år 1900 efter att Sallrot mördade sin arbetskamrat Ernst Cederberg den 7 oktober 1899 vid Johannishus.

## Biografi
Sallrot kom från ett välbärgat hem, där han inte ville be om pengar för de stora utsvävningar han hade. Strax före mordet hade han under fjorton dagar gjort en kostsam semesterresa till Tyskland. Han hade gjort slut på sina egna pengar och förbrukat livförsäkringspremier för ett bolag som han var agent för. Dagen före mordet uppmanades han av bolaget att omedelbart betala in skulden för att slippa polisanmälan.
Detta ledde till att Sallrot, som var stationsskrivare, mördade Cederberg som arbetade på järnvägsstationen i Johannishus för att komma över 330 kronor i ett kassaskåp. Skadorna efter striden med Cederberg och andra spår gjorde att han snabbt blev misstänkt. Han nekade till en början, men efter några dagar i häkte erkände han hela händelsen.
Rättegången fick stor uppmärksamhet och domaren, revisionssekreteraren A A Lilienberg vid Medelstads härad, ledde processen med lugn och allvar. Domaren blev själv rörd av att Sallrot visade stark ånger och var förkrossad över sin gärning.
Medelstads häradsrätt dömde Sallrot till livstids straffarbete, medan hovrätten skärpte domen till dödsstraff genom halshuggning. Högsta domstolen fastställde hovrättens utslag. Sallrot ansökte om nåd hos Kungen och allmänheten trodde att detta skulle bifallas, men så blev inte fallet.
Sallrot mottog och skrev ett flertal känslosamma brev under sina sista dagar i livet; därefter bad han att väntetiden på straffet inte skulle bli för lång. Han fick sin önskan uppfylld och efter att hans föräldrar anlänt till Karlskrona fick han besked om att avrättningen skulle ske nästa dag.
Föräldrarna tillbringade eftermiddagen med sin son. Efter att fängelseprästen Nils Torén suttit hos Sallrot ett par timmar på kvällen satt fängelsedirektören Ulrik Leander, själv motståndare till dödsstraffet, i hans cell hela natten. Strax efter soluppgången den 5 juli 1900 avrättades Sallrot på länsfängelsets gård i Karlskrona av skarprättaren Anders Gustaf Dahlman. Dahlman blev rörd till tårar och sade tyst att det var synd att behöva förkorta en så ung och undergiven människas dagar. Föräldrarna hade fått tillstånd att ta med sig kvarlevorna till hemorten och begravde Sallrot i Fjälkinge.
Journalisten Christer Isakssons bok För ung att dö: en mördare och hans bödel (Prisma 2007) handlar om Sallrot, mordet vid Johannishus och hans avrättning. Boken utsågs till Årets bästa faktabok av Svenska Deckarakademin i november 2007. Ulrik Leander beskriver i ett kapitel i En fängelsedirektörs minnen (1936) Sallrots tid i fängelset och avrättningen.